# Zijad Švrakić
Zijad Švrakić (* 21. September 1960 in Sarajevo, SFR Jugoslawien, heute Bosnien und Herzegowina) in der Türkei auch bekannt als Ziya Yıldız ist ein ehemaliger jugoslawischer Fußballspieler und heutiger -trainer.
Während seiner aktiven Zeit in der Türkei erhielt Švrakić die türkische Staatsangehörigkeit.

## Spielerkarriere

### Im Verein
Švrakić durchlief während seiner Jugend die Akademie vom FK Sarajevo und wurde 1979 in die erste Mannschaft berufen. In der Saison 1984/85 wurde der Stürmer mit FK Sarajevo jugoslawischer Meister. Für Sarajevo spielte Švrakić acht Jahre lang und wechselte danach in die Türkei zu Adana Demirspor. In seiner ersten Saison für Adana Demirspor erzielte Švrakić in 36 Ligaspielen 20 Tore und war mit Ziya Doğan von MKE Ankaragücü viertbester Torschütze der Saison 1987/88. In der nachfolgenden Spielzeit gelangen ihm in 35 Ligaspielen 15 Tore.
Im Sommer 1989 wurde Švrakić von Galatasaray Istanbul verpflichtet. Für die Gelb-Roten kam er zu drei Ligaeinsätzen und wurde nach drei Monaten an MKE Ankaragücü verkauft. Mit Ankaragücü gewann Švrakić am 22. Mai 1991 gegen Trabzonspor den Başbakanlık Kupası. Beim 3:1-Sieg erzielte er zwei Tore und war maßgeblich für den Sieg verantwortlich. Zur Saison 1991/92 wechselte der Stürmer zu Karşıyaka SK in die 2. Liga.
Karşıyaka wurde am Ende der Spielzeit Zweitligameister und stieg in die 1. Liga auf. Švrakić spielte bis zum Ende der Saison 1993/94 für die Mannschaft aus Izmir und wechselte danach zu Rabat Ajax FC. 1996 beendete Švrakić seine aktive Karriere.

### In der Nationalmannschaft
Švrakić kam von 1983 bis 1984 viermal für Jugoslawien zum Einsatz. Švrakić sollte im Kader für die Olympischen Sommerspiele von 1984 nominiert werden, jedoch kam es aufgrund einer schweren Verletzung nicht dazu. Von 1992 bis 1993 spielte der Stürmer für die Nationalmannschaft von Bosnien und Herzegowina.

## Trainerkarriere
Während seiner aktiven Spielerkarriere war Švrakić interimsweise Spielertrainer von Rabat Ajax FC. Nachdem er seine aktive Karriere beendet hatte, war er von 1996 bis 2001 Cheftrainer. 2002 übernahm er mit dem FC Floriana seine zweite maltesische Fußballmannschaft. Zwei Jahre danach kehrte er in seine Heimat zurück und war Jugendtrainer bei FK Sarajevo. Es folgten Engagements in Kuwait (al-Jahra SC, al Salmiya Club) und Oman (al-Seeb, Sur SC).

## Erfolge
FK Sarajevo
- Jugoslawischer Meister: 1985

MKE Ankaragücü
- Başbakanlık Kupası: 1991

Karşıyaka SK
- Zweitligameister: 1992